# 몰디브 요리

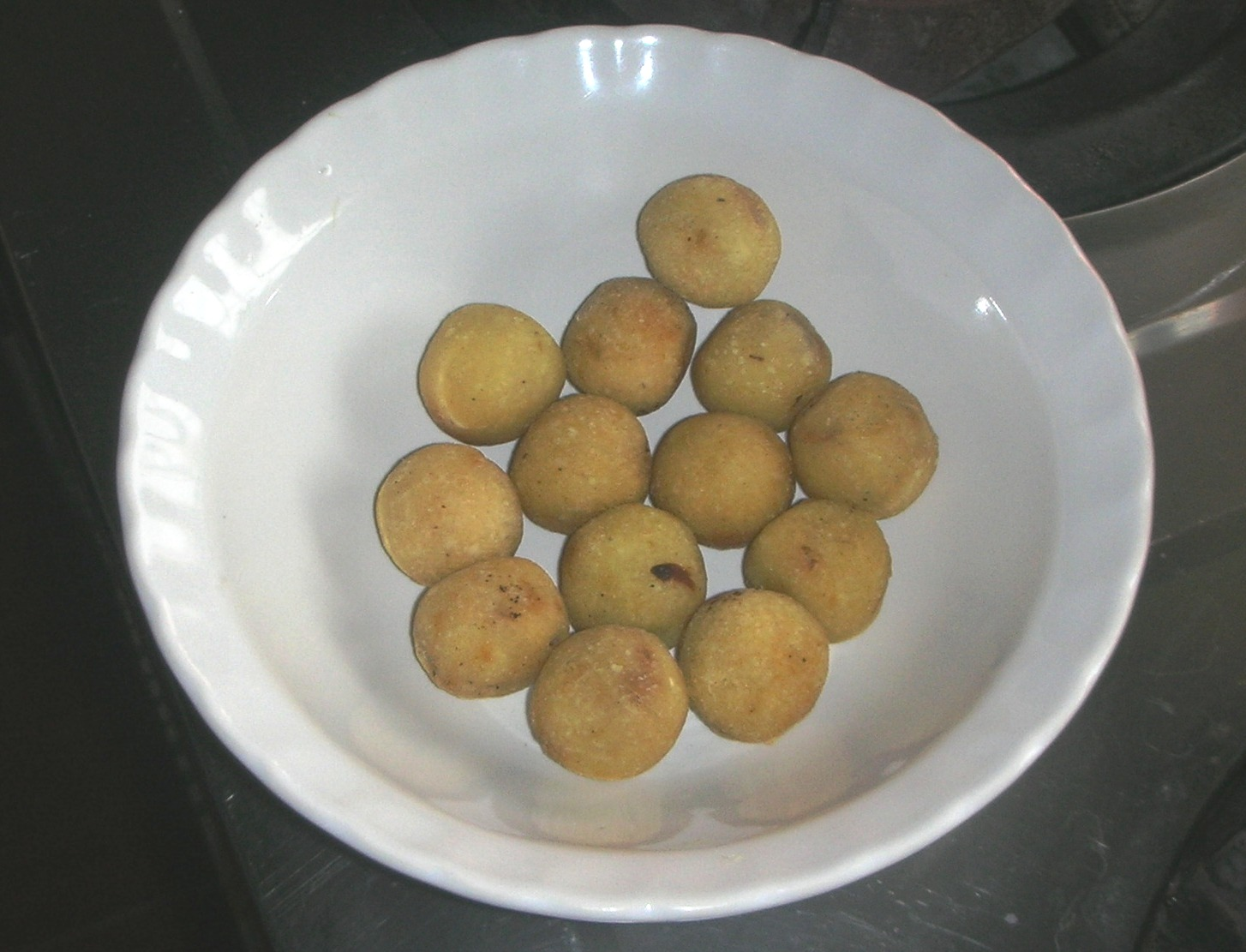
굴라

몰디브 요리(Maldive 料理, 디베히어: ދިވެހި ކާނާ 디베히 카나)는 남아시아·인도양에 있는 몰디브의 요리이다.

## 코코넛
코코넛은 코코넛 긁개로 갈아 압착하여 코코넛밀크를 얻거나 튀김 요리에 코코넛기름으로 사용된다. 후니곤디는 코코넛을 가는 데 사용되는 전통적인 도구이다. 끝 부분에 톱니 모양의 강철 날이 있는 긴 의자이다. 갈아낸 코코넛은 마스 후니와 같은 음식에 사용된다.
코코넛밀크를 얻기위해 갈아낸 코코넛을 물에 담그거나 압착할수도 있다. 코코넛밀크는 몰디브 카레 및 기타 음식에서 필수 성분이다.

## 같이 보기
- 남아시아 요리